# ジャニーヌ・リュエフ
ジャニーヌ・マリー・クレメンティヌ・リュエフ（Jeanine Marie Clementine Rueff, 1922年2月5日 - 1999年9月）は、フランスの女流作曲家。主に室内楽曲・独奏曲の分野で活動した。

## 経歴
パリに生まれ、パリ国立高等音楽院でアンリ・ビュッセルに師事して作曲を学び、1948年にローマ賞を受賞。後にパリ国立高等音楽院の和声学の教授も務めた。マルセル・ミュール、ダニエル・デファイエら著名なサクソフォーン奏者と親交があり、彼女自身もサクソフォーンのための音楽の作曲者として有名である。

## 主要作品
- シャンソンとパスピエ（アルトサクソフォーンとピアノのための） Chanson et Paspied Pour Saxophone Alto et Piano （1951年）
- サクソフォーン四重奏のためのコンセール Concert en Quatuor Pour Quatuor de Saxophones （1955年）

※「サクソフォーンのための演奏会用四重奏曲」とも。
- ソナタ（サクソフォーン・ソロのための） Sonata pour saxophone seul （1967年）